# Gaivina-de-bico-laranja

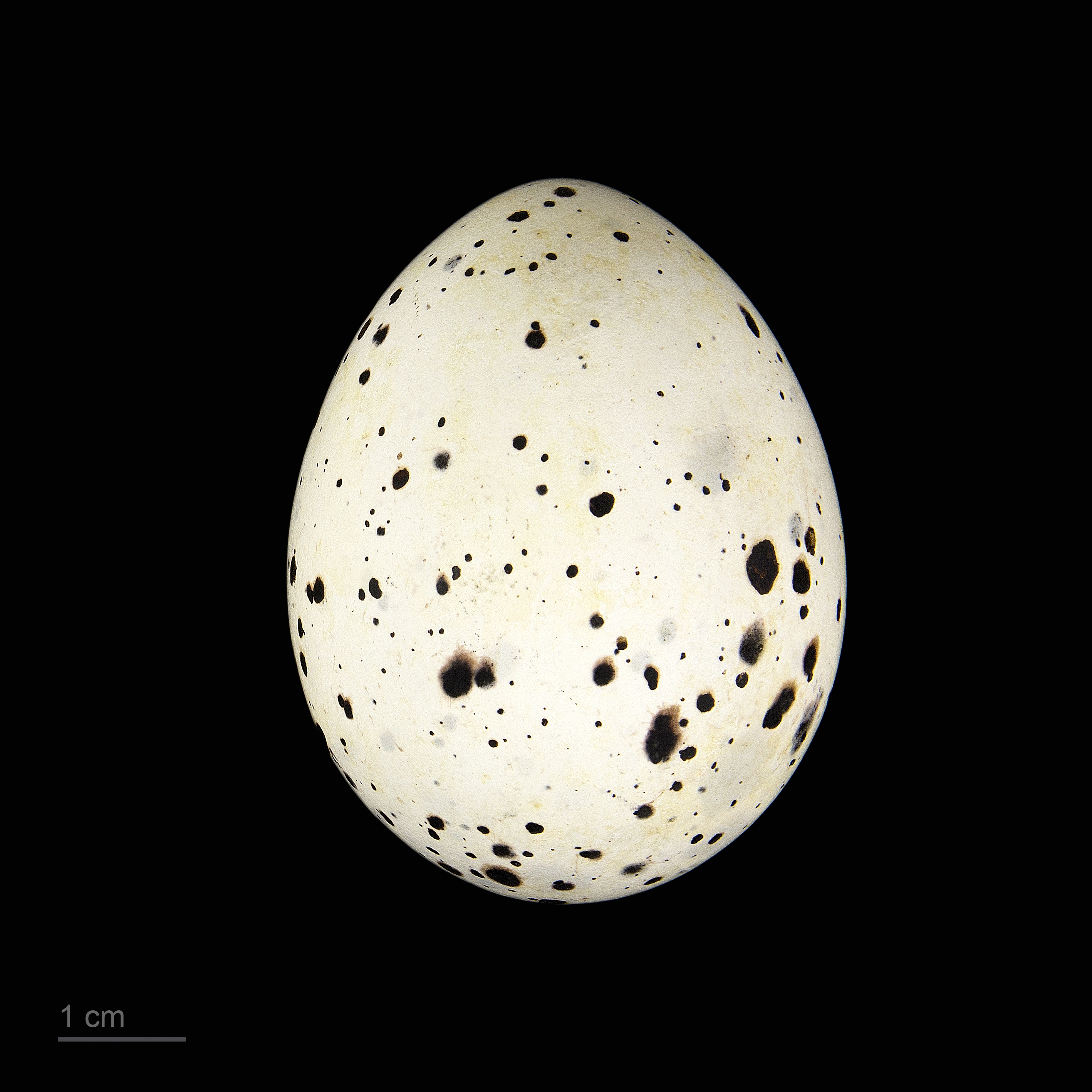
Thalasseus bengalensis - MHNT

A gaivina-de-bico-laranja (Thalasseus bengalensis) é uma ave da família Laridae (antes Sternidae).
Esta espécie distribui-se sobretudo pelo Oceano Índico, tendo pequenas populações no Mediterrâneo. Em Portugal a sua ocorrência é excepcional.